# Hexatoma cybele
Hexatoma cybele är en tvåvingeart som först beskrevs av Alexander 1927.  Hexatoma cybele ingår i släktet Hexatoma och familjen småharkrankar. Inga underarter finns listade i Catalogue of Life.